# The Story of the Clash, Volume 1
The Story of the Clash, Volume 1 je dvostuki kompilacijski album grupe The Clash. Album predstavlja veoma dobar presjek njihove karijere i na njemu se nalaze sve značajnije pjesme u karijeri grupe, osim onih s albuma Cut the Crap.

## Popis pjesama
Sve skladbe napisali su Mick Jones i Joe Strummer, osim gdje je drugačije naznačeno.

### Disk 1
1. "The Magnificent Seven"  - 4:27
2. "Rock the Casbah" - 3:42
3. "This Is Radio Clash" - 4:10
4. "Should I Stay or Should I Go" - 3:06
5. "Straight to Hell" - 5:30
6. "Armagideon Time" (Willi Williams, Jackie Mittoo) - 3:50
7. "Clampdown" - 3:50
8. "Train in Vain" - 3:10
9. "Guns of Brixton|The Guns of Brixton" (Simonon) - 3:12
10. "I Fought the Law" (Sonny Curtis) - 2:35
11. "Somebody Got Murdered" (The Clash) - 3:34
12. "Lost in the Supermarket" - 3:47
13. "Bankrobber" - 4:31

### Disc 2
1. "(White Man) In Hammersmith Palais" - 3:58
2. "London's Burning" - 2:09
3. "Janie Jones" - 2:04
4. "Tommy Gun" - 3:14
5. "Complete Control"- 3:12
6. "Capital Radio One" - 5:18
7. "White Riot" - 1:59
8. "Career Opportunities" - 1:51
9. "Clash City Rockers" - 3:57
10. "Safe European Home" - 3:49
11. "Stay Free" - 3:37
12. "London Calling" - 3:18
13. "Spanish Bombs"  - 3:18
14. "English Civil War" (Strummer, Jones, tradicionalna) - 2:34
15. "Police and Thieves" (Junior Murvin, Lee Scratch Perry) - 6:00

## Top ljestvica

### Albuma
| Godina | Ljestvica     | Pozicija |
| ------ | ------------- | -------- |
| 1988.  | Billboard 200 | #142     |

## Vanjske poveznice
- allmusic.com - The Story of the Clash, Volume 1